# Сливовник
Сливовник (болг. Сливовник) — село в Болгарии. Находится в Видинской области, входит в общину Белоградчик. Население составляет 20 человек.

## Политическая ситуация
Сливовник подчиняется непосредственно общине и не имеет своего кмета.
Кмет (мэр) общины Белоградчик — Емил Евгениев Цанков (независимый) по результатам выборов в правление общины.